# Curtil-Saint-Seine
Curtil-Saint-Seine ist eine französische Gemeinde mit 113 Einwohnern (Stand 1. Januar 2022) im Département Côte-d’Or in der Region Bourgogne-Franche-Comté. Sie gehört zum Arrondissement Dijon und zum Kanton Fontaine-lès-Dijon.

## Weblinks

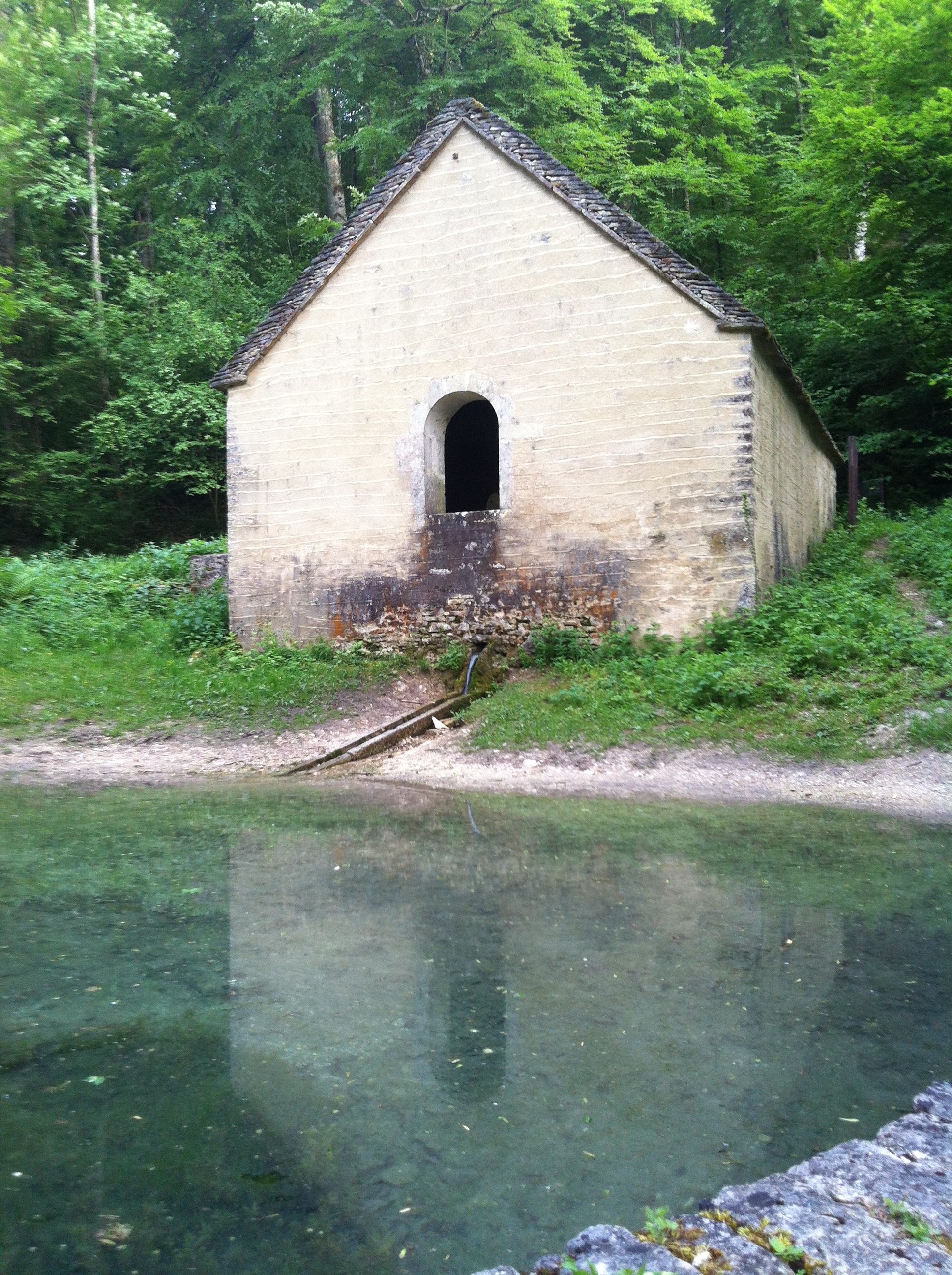
Waschhaus

## Bevölkerungsentwicklung
| Jahr                       | 1962 | 1968 | 1975 | 1982 | 1990 | 1999 | 2008 | 2012 | 2019 |
| Einwohner                  | 22   | 37   | 26   | 82   | 90   | 104  | 93   | 99   | 116  |
| Quellen: Cassini und INSEE |      |      |      |      |      |      |      |      |      |